# 樂山園
25°07′43″N 121°23′36″E / 25.12853°N 121.39333°E

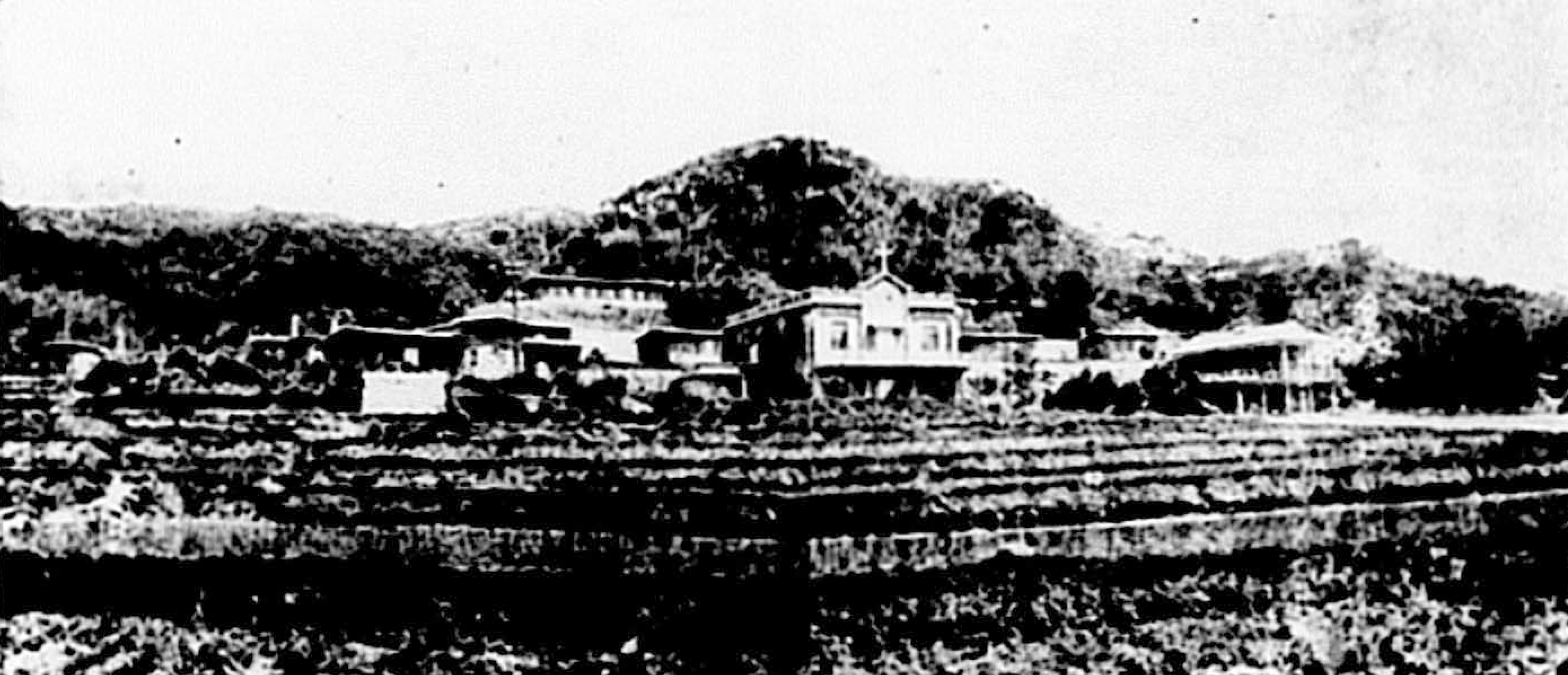
樂山園全景

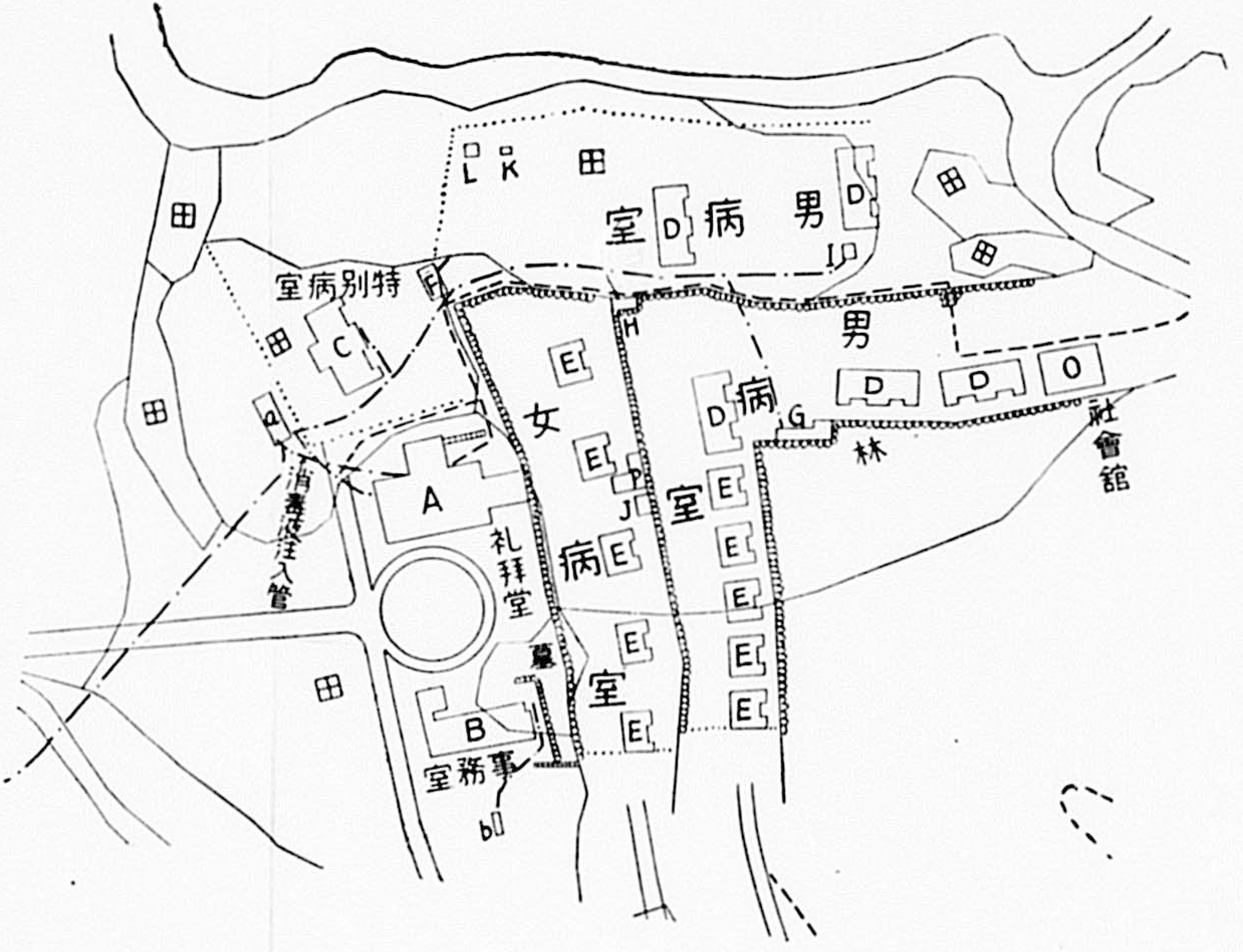
樂山園配置圖(1941年)

樂山園（臺灣閩南語：Ngāu-san-uân）曾是臺灣的漢生病聚落之一，是由到臺灣行醫的加拿大籍醫生戴仁壽（George Gushue-Taylor），在友人明有德（Hugh MacMillan）和郭水龍牧師的協助下所成立，樂生園於1934年3月於臺北州淡水郡八里庄（今新北市八里區）下罟子長道坑口啟用，園中強調「自治」與「自養」的癩病園生活型態，並以病友最終能回到人群為目標，故居住在樂山園的病友被教導基礎醫護知識，除了可自我照護外，出院後亦能傳播防治知識。樂山園並與馬偕醫院的癩病診療所業務結合。

## 歷史

八里樂山園戴仁壽醫師紀念館

八里樂山園80年慶感恩禮拜

樂山園於1931年由台北州知事許可設立，在1934年3月30日舉行落成儀式。最初成立時，設有禮堂、事務所和20間房舍，每間房可供四人居住。管理制度是仿效英屬非洲和印度等地的「自願隔離」機制。當時樂山園主要採用的治療方式為施打大楓子油，與「工作治療」同時並進，建立院民自給自足的經濟模式。有別於日本殖民官方樂生療養院的強制隔離政策。樂山園的收容人數不足80人，其中亦包括無法回歸人群的末期患者，1939年時，約有十名病患，不接受「工作治療」的制度，由樂山園轉至樂生院。
1940年戴仁壽醫師因太平洋戰爭爆發離開臺灣，1944年，樂山園的病患移至樂生院。樂山園由日本殖民政府接收，作為彈藥儲存地和松山療養院轉來的精神病患收容所。
戰後，1946年，在聯合國的協助下，成立「財團法人樂山療養院」。但國民政府欲將其所屬土地「公地放領」，戴仁壽牧師夫婦於1953年回臺與國民政府交涉以保住樂山園產權，是年夫人病逝，次年(1954年)，戴仁壽牧師返加拿大途中，急性盲腸炎辭世，後夫婦兩人葬於樂山療養院中。1955年獲准立案，稱「臺北縣私立樂山療養院」。

## 外部連結
- 樂山療養院官方網站 （页面存档备份，存于）